# Vítkov (stacja kolejowa)
Vítkov – stacja kolejowa w Vítkovie, w kraju morawsko-śląskim, w Czechach. Znajduje się na wysokości 480 m n.p.m.
Jest zarządzana przez Správę železnic i obsługiwana regularnymi pociągami ČD. Na stacji znajdują się kasy biletowe, na których istnieje możliwość zakupu biletów na wszystkie pociągi oraz rezerwacji miejsc.

## Linie kolejowe
- 276 Suchdol nad Odrou - Budišov nad Budišovkou